# 坂口仙徳
坂口 仙徳（さかぐち せんとく、元文3年（1738年、推定） - 天明3年11月30日（1783年12月23日））は、江戸時代の囲碁棋士。武蔵国生まれ、五世安井春哲仙角門下、六段。家元安井家の外家坂口家を興し、御城碁にも出仕した。七世安井仙角仙知は実子。後の阪口仙得と区別して親仙徳とも呼ばれる。
安永元年（1772年）に春哲仙角の推挙により、六段で御城碁出仕を果たす。それまでは堅実な碁だったが、この頃から大胆豪放な棋風に変わった。御城碁の初出仕では、六世井上春碩因碩に先番13目勝ち、お好み碁では打掛け後に二日をかけて本因坊烈元に先番中押勝。通算では16局を勤めて11勝5敗としている。御城碁の他には10局ほどの棋譜が遺されている。
長子の仙知は六世安井仙哲の養子となり、安永9年（1780年）に安井家を継いで七世安井仙知となる。同年の御城碁では親子揃っての出仕となった。仙徳の位の高い碁風は、仙知にも受け継がれている。

## 御城碁成績
- 安永元年（1772年） 先番13目勝 井上春碩因碩
- 同年 先番中押勝 本因坊烈元
- 安永2年（1773年） 向先5目負 本因坊烈元
- 同年 向二子8目勝 酒井石見守
- 安永3年（1774年） 先番14目勝 井上春碩因碩
- 同年 向先3目勝 井上因達
- 安永4年（1775年） 先番1目負 林祐元門入
- 安永5年（1776年） 先番9目勝 井上因達
- 同年 先番3目勝 本因坊烈元
- 安永6年（1777年） 向二子11目勝 林門悦
- 同年 二子中押勝 本因坊察元
- 安永7年（1778年） 先番5目勝 林祐元門入
- 同年 向先17目負 本因坊烈元
- 安永8年（1779年） 向二子中押勝 林門悦
- 安永9年（1780年） 先番3目負 本因坊烈元
- 天明元年（1781年） 向先4目負 本因坊烈元

## 坂口家
坂口家は仙徳の次男仙寿が継ぐが、30歳で死去。その後八世安井知得仙知が改易して弟子の荻野虎次郎に三世を継がせ、阪口仙得とする。この虎次郎は七世仙知の子とも言われるが定かでない。またこの時には「坂」でなく「阪」の字を当てた。（白木助右衛門「棋家系譜」）